# Magyarország a 2014-es rövid pályás úszó-világbajnokságon
Magyarország a katari Dohában megrendezett 2014-es rövid pályás úszó-világbajnokság egyik részt vevő nemzete volt. A magyar versenyzők 11 érmet szereztek.
2014. december 5-én egyetlen nap négy aranyat nyertek a magyar versenyzők. Ez a magyar úszósport történetében először fordult elő a világbajnokságok és a nyári olimpiai játékok tekintetében.

## Érmesek
| Érem      | Versenyző       | Versenyszám    | Dátum       |
| --------- | --------------- | -------------- | ----------- |
| Aranyérem | Hosszú Katinka  | 100 m hát      | december 4. |
| Aranyérem | Hosszú Katinka  | 200 m hát      | december 5. |
| Aranyérem | Gyurta Dániel   | 200 m mell     | december 5. |
| Aranyérem | Bernek Péter    | 400 m gyors    | december 5. |
| Aranyérem | Hosszú Katinka  | 100 m vegyes   | december 5. |
| Aranyérem | Hosszú Katinka  | 200 m vegyes   | december 6. |
| Ezüstérem | Hosszú Katinka  | 200 m pillangó | december 3. |
| Ezüstérem | Hosszú Katinka  | 400 m vegyes   | december 3. |
| Ezüstérem | Hosszú Katinka  | 200 m gyors    | december 7. |
| Bronzérem | Verrasztó Dávid | 400 m vegyes   | december 4. |
| Bronzérem | Hosszú Katinka  | 50 m hát       | december 7. |

## Eredmények

### Férfi
| Versenyző                                               | Versenyszám      | Előfutam   | Előfutam   | Előfutam   | Elődöntő | Elődöntő | Elődöntő | Döntő    | Döntő    |
| Versenyző                                               | Versenyszám      | Idő        | Hely.      | Össz.      | Idő      | Hely.    | Össz.    | Idő      | Helyezés |
| ------------------------------------------------------- | ---------------- | ---------- | ---------- | ---------- | -------- | -------- | -------- | -------- | -------- |
| Balog Gábor                                             | 50 m hát         | 24,49      | 9.         | 33.        | kiesett  | kiesett  | kiesett  | kiesett  | kiesett  |
| Balog Gábor                                             | 100 m hát        | 52,30      | 9.         | 25.        | kiesett  | kiesett  | kiesett  | kiesett  | kiesett  |
| Balog Gábor                                             | 200 m hát        | 1:53,54    | 5.         | 14.        |          |          |          | kiesett  | kiesett  |
| Bernek Péter                                            | 200 m gyors      | 1:42,85    | 1.         | 7.         |          |          |          | 1:42,44  | 5.       |
| Bernek Péter                                            | 400 m gyors      | 3:37,34    | 1.         | 1.         |          |          |          | 3:34,32  |          |
| Bernek Péter                                            | 100 m hát        | 52,82      | 8.         | 27.        | kiesett  | kiesett  | kiesett  | kiesett  | kiesett  |
| Bernek Péter                                            | 200 m hát        | 1:52,70    | 5.         | 12.        |          |          |          | kiesett  | kiesett  |
| Biczó Bence                                             | 100 m pillangó   | 52,52      | 8.         | 37.        | kiesett  | kiesett  | kiesett  | kiesett  | kiesett  |
| Biczó Bence                                             | 200 m pillangó   | 1:53,17    | 5.         | 12.        |          |          |          | kiesett  | kiesett  |
| Dudás Dániel                                            | 1500 m gyors     |            |            |            |          |          |          | 14:53,36 | 22.      |
| Földházi Dávid                                          | 50 m hát         | 24,25      | 9.         | 26.        | kiesett  | kiesett  | kiesett  | kiesett  | kiesett  |
| Földházi Dávid                                          | 100 m vegyes     | 53,23      | 4.         | 11.        | 53,08    | 5.       | 10.      | kiesett  | kiesett  |
| Grátz Benjámin                                          | 200 m vegyes     | 1:58,18    | 8.         | 21.        |          |          |          | kiesett  | kiesett  |
| Grátz Benjámin                                          | 400 m vegyes     | 4:08,55    | 5.         | 14.        |          |          |          | kiesett  | kiesett  |
| Gyurta Dániel                                           | 200 m mell       | 2:03,64    | 1.         | 1.         |          |          |          | 2:01,49  |          |
| Gyurta Gergely                                          | 400 m gyors      | 3:45,07    | 6.         | 28.        |          |          |          | kiesett  | kiesett  |
| Gyurta Gergely                                          | 1500 m gyors     |            |            |            |          |          |          | 14:42,39 | 11.      |
| Holoda Péter                                            | 50 m gyors       | 22,15      | 2.         | 41.        | kiesett  | kiesett  | kiesett  | kiesett  | kiesett  |
| Holoda Péter                                            | 100 m gyors      | 48,02      | 3.         | 22.        | kiesett  | kiesett  | kiesett  | kiesett  | kiesett  |
| Holoda Péter                                            | 50 m pillangó    | 23,95      | 5.         | 43.        | kiesett  | kiesett  | kiesett  | kiesett  | kiesett  |
| Holoda Péter                                            | 100 m vegyes     | 56,30      | 6.         | 44.        | kiesett  | kiesett  | kiesett  | kiesett  | kiesett  |
| Horváth Dávid                                           | 50 m mell        | 27,77      | 7.         | 41.        | kiesett  | kiesett  | kiesett  | kiesett  | kiesett  |
| Horváth Dávid                                           | 100 m mell       | 59,59      | 6.         | 32.        | kiesett  | kiesett  | kiesett  | kiesett  | kiesett  |
| Horváth Dávid                                           | 200 m mell       | 2:07,50    | 4.         | 13.        |          |          |          | kiesett  | kiesett  |
| Kenderesi Tamás                                         | 50 m pillangó    | 24,54      | 3.         | 57.        | kiesett  | kiesett  | kiesett  | kiesett  | kiesett  |
| Kozma Dominik                                           | 50 m gyors       | nem indult | nem indult | nem indult | kiesett  | kiesett  | kiesett  | kiesett  | kiesett  |
| Kozma Dominik                                           | 100 m gyors      | nem indult | nem indult | nem indult | kiesett  | kiesett  | kiesett  | kiesett  | kiesett  |
| Kozma Dominik                                           | 200 m gyors      | 1:42,35    | 1.         | 1.         |          |          |          | 1:42,25  | 4.       |
| Szabó Norbert                                           | 100 m pillangó   | 53,12      | 1.         | 41.        | kiesett  | kiesett  | kiesett  | kiesett  | kiesett  |
| Verrasztó Dávid                                         | 200 m pillangó   | 1:54,55    | 6.         | 18.        |          |          |          | kiesett  | kiesett  |
| Verrasztó Dávid                                         | 200 m vegyes     | 1:55,55    | 4.         | 10.        |          |          |          | kiesett  | kiesett  |
| Verrasztó Dávid                                         | 400 m vegyes     | 4:02,97    | 4.         | 4.         |          |          |          | 4:01,82  |          |
| Földházi Dávid Gyurta Dániel Holoda Péter Kozma Dominik | 4 × 100 m vegyes | 3:27,14    | 4.         | 10.        |          |          |          | kiesett  | kiesett  |

### Női
| Versenyző                                                                          | Versenyszám     | Előfutam   | Előfutam   | Előfutam   | Elődöntő | Elődöntő | Elődöntő | Döntő   | Döntő    |
| Versenyző                                                                          | Versenyszám     | Idő        | Hely.      | Össz.      | Idő      | Hely.    | Össz.    | Idő     | Helyezés |
| ---------------------------------------------------------------------------------- | --------------- | ---------- | ---------- | ---------- | -------- | -------- | -------- | ------- | -------- |
| Gyurinovics Fanni                                                                  | 50 m gyors      | 25,70      | 1.         | 41.        | kiesett  | kiesett  | kiesett  | kiesett | kiesett  |
| Gyurinovics Fanni                                                                  | 100 m gyors     | 55,20      | 5.         | 36.        | kiesett  | kiesett  | kiesett  | kiesett | kiesett  |
| Gyurinovics Fanni                                                                  | 50 m mell       | 32,02      | 3.         | 41.        | kiesett  | kiesett  | kiesett  | kiesett | kiesett  |
| Gyurinovics Fanni                                                                  | 100 m mell      | 1:09,27    | 1.         | 37.        | kiesett  | kiesett  | kiesett  | kiesett | kiesett  |
| Gyurinovics Fanni                                                                  | 200 m mell      | 2:29,62    | 2.         | 30.        |          |          |          | kiesett | kiesett  |
| Hosszú Katinka                                                                     | 200 m gyors     | 1:52,73    | 1.         | 3.         |          |          |          | 1:51,18 |          |
| Hosszú Katinka                                                                     | 400 m gyors     | nem indult | nem indult | nem indult | kiesett  | kiesett  | kiesett  | kiesett | kiesett  |
| Hosszú Katinka                                                                     | 800 m gyors     |            |            |            |          |          |          | 8:20,71 | 9.       |
| Hosszú Katinka                                                                     | 50 m hát        | 26,45      | 1.         | 2.         | 26,38    | 2.       | 7.       | 25,96   |          |
| Hosszú Katinka                                                                     | 100 m hát       | 55,70      | 1.         | 1.         | 56,65    | 1.       | 3.       | 55,03   |          |
| Hosszú Katinka                                                                     | 200 m hát       | 2:02,69    | 1.         | 1.         |          |          |          | 1:59,23 |          |
| Hosszú Katinka                                                                     | 200 m pillangó  | 2:02,42    | 1.         | 1.         |          |          |          | 2:01,12 |          |
| Hosszú Katinka                                                                     | 100 m vegyes    | 56,99      | 1.         | 1.         | 57,89    | 1.       | 2.       | 56,70   |          |
| Hosszú Katinka                                                                     | 200 m vegyes    | 2:07,04    | 1.         | 3.         |          |          |          | 2:01,86 |          |
| Hosszú Katinka                                                                     | 400 m vegyes    | 4:21,05    | 1.         | 1.         |          |          |          | 4:22,94 |          |
| Jakabos Zsuzsanna                                                                  | 50 m gyors      | 24,79      | 1.         | 17.        | 25:02    | 8.       | 16.      | kiesett | kiesett  |
| Jakabos Zsuzsanna                                                                  | 100 m pillangó  | nem indult | nem indult | nem indult | kiesett  | kiesett  | kiesett  | kiesett | kiesett  |
| Jakabos Zsuzsanna                                                                  | 400 m vegyes    | 4:31,95    | 4.         | 9.         |          |          |          | kiesett | kiesett  |
| Kapás Boglárka                                                                     | 400 m gyors     | 4:02,30    | 3.         | 8.         |          |          |          | 4:00,27 | 5.       |
| Kapás Boglárka                                                                     | 800 m gyors     |            |            |            |          |          |          | 8:16,32 | 4.       |
| Késely Ajna                                                                        | 100 m gyors     | 55,75      | 3.         | 40.        | kiesett  | kiesett  | kiesett  | kiesett | kiesett  |
| Késely Ajna                                                                        | 50 m hát        | 29,42      | 4.         | 41.        | kiesett  | kiesett  | kiesett  | kiesett | kiesett  |
| Késely Ajna                                                                        | 100 m hát       | 1:02,01    | 7.         | 47.        | kiesett  | kiesett  | kiesett  | kiesett | kiesett  |
| Szilágyi Liliána                                                                   | 50 m pillangó   | 26,54      | 7.         | 23.        | kiesett  | kiesett  | kiesett  | kiesett | kiesett  |
| Szilágyi Liliána                                                                   | 100 m pillangó  | 56,94      | 3.         | 7.         | 57,12    | 5.       | 10.      | kiesett | kiesett  |
| Szilágyi Liliána                                                                   | 200 m pillangó  | 2:06,66    | 5.         | 12.        |          |          |          | kiesett | kiesett  |
| Verrasztó Evelyn                                                                   | 200 m gyors     | 1:54,80    | 3.         | 8.         |          |          |          | 1:55,07 | 8.       |
| Verrasztó Evelyn                                                                   | 200 m hát       | nem indult | nem indult | nem indult | kiesett  | kiesett  | kiesett  | kiesett | kiesett  |
| Verrasztó Evelyn                                                                   | 100 m vegyes    | 59,86      | 4.         | 10.        | 59,11    | 4.       | 8.       | 59,31   | 8.       |
| Verrasztó Evelyn                                                                   | 200 m vegyes    | 2:06,93    | 1.         | 1.         |          |          |          | 2:07,05 | 6.       |
| Verrasztó Evelyn Jakabos Zsuzsanna Kapás Boglárka Hosszú Katinka Gyurinovics Fanni | 4 × 200 m gyors | 7:46,21    | 5.         | 8.         |          |          |          | 7:39,21 | 4.       |

Női 800 méter és férfi 1500 méter gyorson nem rendeznek döntőt. A helyezések az időfutamokban elért eredmények alapján dőlnek el.

### Vegyes számok
| Versenyző                                                    | Versenyszám     | Előfutam | Előfutam | Előfutam | Elődöntő | Elődöntő | Elődöntő | Döntő   | Döntő    |
| Versenyző                                                    | Versenyszám     | Idő      | Hely.    | Össz.    | Idő      | Hely.    | Össz.    | Idő     | Helyezés |
| ------------------------------------------------------------ | --------------- | -------- | -------- | -------- | -------- | -------- | -------- | ------- | -------- |
| Balog Gábor Horváth Dávid Szilágyi Liliána Gyurinovics Fanni | 4 × 50 m vegyes | 1:44,20  | 5.       | 13.      |          |          |          | kiesett | kiesett  |